# Cissus repanda var. repanda
Cissus repanda var. repanda, la única variedad aceptada de Cissus repanda, es una planta trepadora perteneciente a la familia Vitaceae que se encuentra en Asia.

## Descripción
Es una planta trepadora o liana leñosa. La lámina foliar  de 24.9 x 20.8 cm, el envés con escasos pelos. Pedúnculo y pedicelos densamente pubescente. Pétalos densamente velloso ferruginosos. Ovario esparcidamente piloso en el ápice. Tiene un número cromosomático de n = 26.

## Distribución y hábitat
Se encuentra en los bosques; a una altitud de 500-1000 metros, en Sichuan, Yunnan, Bután, India, Sri Lanka y Tailandia.

## Taxonomía
Cissus repanda con publicación desconocida.
Sinonimia
- Vitis pallida Wight & Arn.
- Vitis repanda (Vahl) Wight & Arn.[3]